# Fundação Getulio Vargas
Die Fundação Getulio Vargas (englisch: Getulio Vargas Foundation; kurz: FGV) ist die älteste Wirtschaftshochschule von Brasilien mit Sitz in Rio de Janeiro. Sie wurde 1944 gegründet mit der Mission, Brasiliens sozioökonomischen Entwicklung zu betreiben. Ihr ursprüngliches Ziel war es, geeignete Mitarbeiter für die öffentliche Verwaltung bereitzustellen. Die FGV wird von der University of Pennsylvania als wichtigster Think Thank in Lateinamerika und als 7. wichtigster der Welt angesehen. Sie besitzt die Triple Crown, also eine zeitgleiche Akkreditierung durch AACSB, AMBA und EQUIS. Das vom brasilianischen Ministerium für Bildung veröffentlichte Ranking bewertet die FGV Brazilian School of Economics and Finance (EPGE) seit 2015 durchgehend als beste brasilianische Hochschule. Das maßgebliche Ranking der Financial Times Business School Ranking sortiert den MBA der FGV auf Platz 51 der Welt ein. Sie ist Mitglied des angesehenen CEMS-Netzwerks.

## Fakultäten
Die FGV ist in fünf Fakultäten unterteilt:

### Schools of Administration
- Brazilian School of Public and Business Administration (FGV EBAPE)
- São Paulo School of Business Administration (FGV EAESP)
- School of Public Policy and Government (FGV EPPG)

### Schools of Law
- São Paulo Law School (FGV Direito SP)
- Rio de Janeiro Law School (FGV Direito Rio)

### Schools of Economics
- São Paulo School of Economics (FGV EESP)
- Brazilian School of Economics and Finance (FGV EPGE)

### Schools of Social Sciences
- School of Social Sciences (FGV CPDOC)
- School of International Relations (FGV RI)

### School of Applied Mathematics
- School of Applied Mathematics (FGV EMAp)